# Sofugan

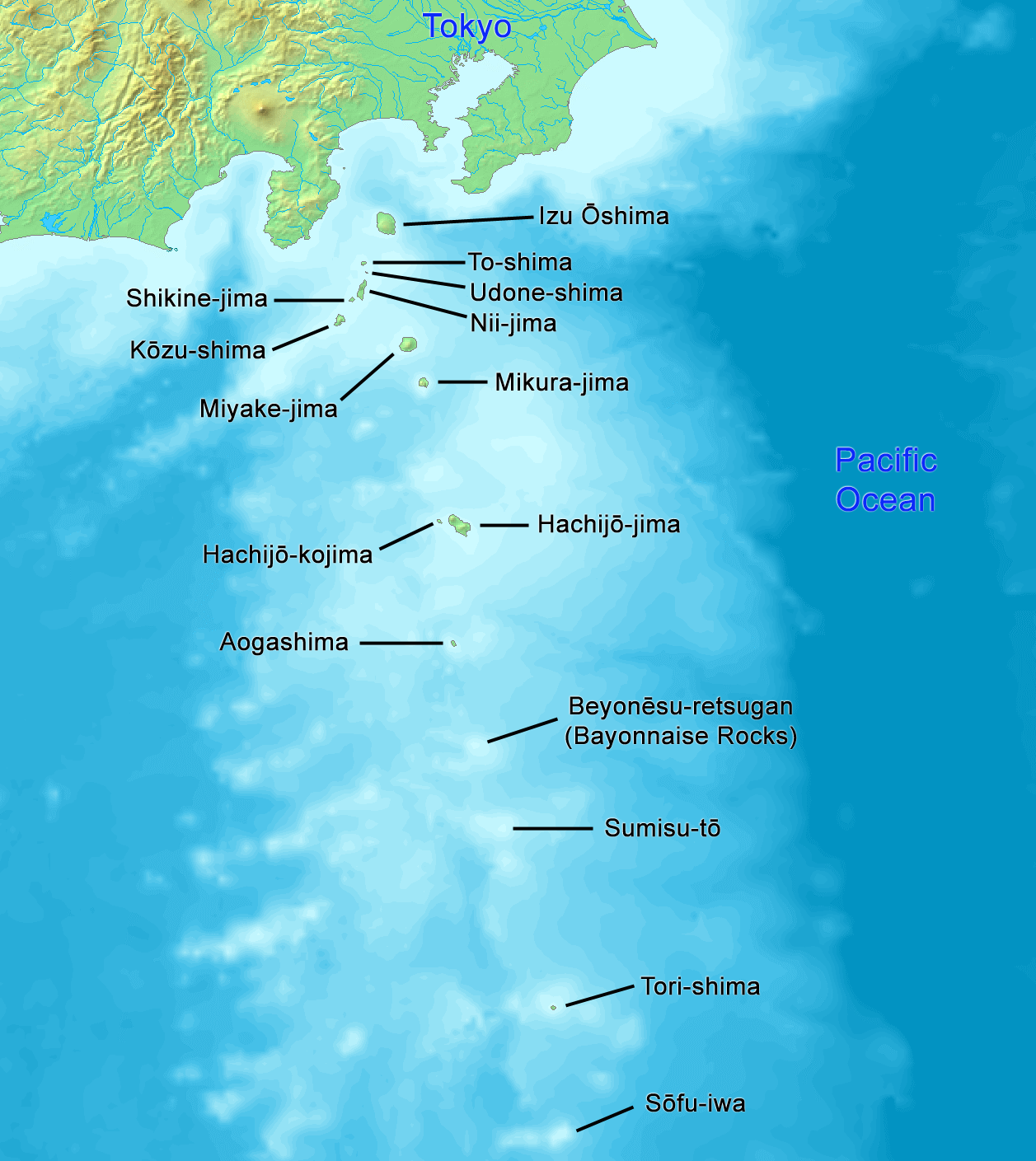
Izuöarna, Sofugan längst ned

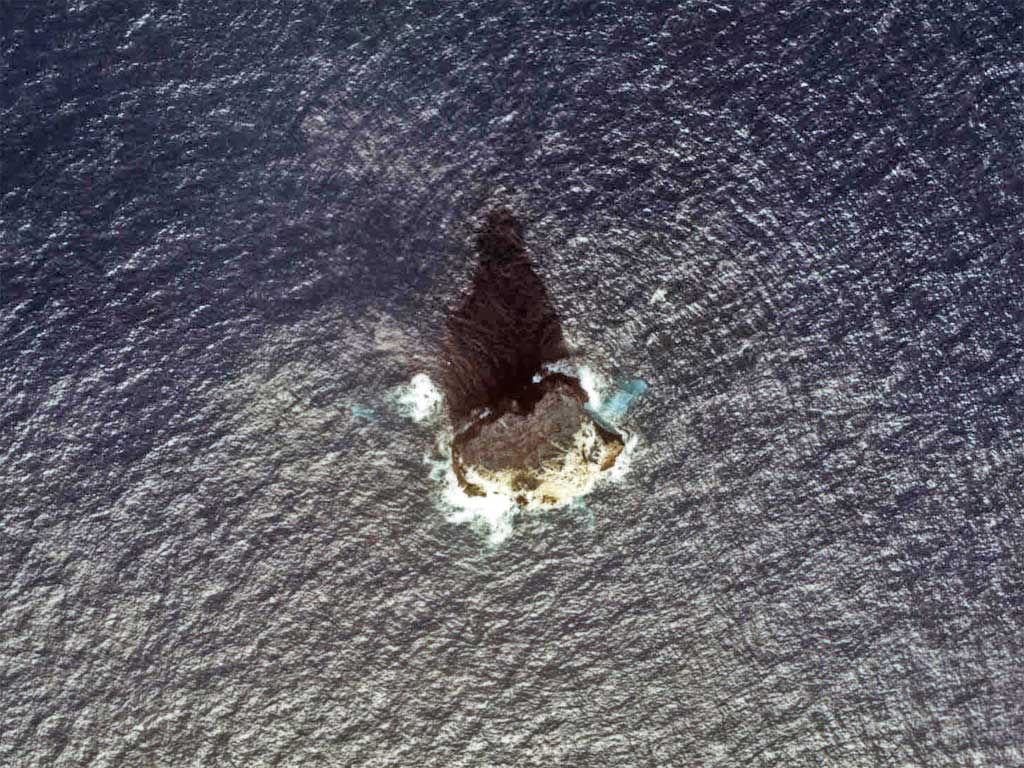
bild över Sofugan

Sofugan (japanska: 孀婦岩?, Sōfugan / Sōfuiwa; engelska: Lot's Wife Rocks) är en liten klippö bland Izuöarna i nordvästra Stilla havet som tillhör Japan.

## Geografi
Sofugan ligger cirka 650 kilometer söder om Tokyo och ca 530 km sydöst om huvudön Izu-Ōshima som det sydligaste området bland Izuöarna.
Klippön är av vulkaniskt ursprung och har en högsta höjd på cirka 99 m ö.h.. Ön ingår i också i nationalparken Fuji-Hakone-Izu nationalpark.
Förvaltningsmässigt är ön en del i subprefekturen Hachijō-shichō som tillhör Tokyo prefektur på huvudön Honshu. Såväl stadskommunen Hachijō-machi på ön Hachijō-jima som bykommunen Aogashima-mura på ön Aoga-shima kräver förvaltningsrätten över Sofugan och de övriga obebodda småöarna Beyonesu retsugan (Bayonaiseklipporna), Sumisutō-jima (Smithön) och Tori-shima (Toriön) i området.

## Historia
Sofugan upptäcktes den 9 april 1788 av brittiske kapten John Mayers som då döpte den till "Lot's Wife" efter den bibliske personen Lot. Nuvarande japanska namnet Sōfu-Iwa betyder "Änkeklippan".